# Bolbibollia
Bolbibollia is een geslacht van uitgestorven kreeftachtigen uit de klasse van de Ostracoda (mosselkreeftjes).

## Soorten
- Bolbibollia estona Sarv, 1968 †
- Bolbibollia labrosa Ulrich & Bassler, 1923 †
- Bolbibollia papillosa Copeland, 1974 †
- Bolbibollia prussica Schallreuter & Schaefer, 1988 †